# Merizocera mus
Merizocera mus là một loài nhện trong họ Ochyroceratidae. Loài này phân bố ở Thailand.